# William Averill Stowell
William Averill Stowell  (* 29. März 1882 in Appleton; † 29. Mai 1950 in New York City) war ein US-amerikanischer Romanist und Autor.

## Leben
Stowell studierte an der Princeton University (Bachelorabschluss 1904), sowie von 1906 bis 1907 in Paris am Collège de France und an der École pratique des hautes études. Er promovierte 1908 an der Johns Hopkins University bei Edward Cooke Armstrong mit der Arbeit Old-French titles of respect in direct address (Baltimore 1908). Von 1909 bis 1920 lehrte Stowell am Amherst College. Stowell publizierte drei Romane, von denen einer ins Deutsche übersetzt wurde.

## Werke
- The Wake of the Setting Sun, New York 1923 (Westernroman)
- The Mystery of the Singing Walls, 1925 (Kriminalroman; deutsch: Das Haus der summenden Wände, Dresden 1927, Berlin 1937)
- The Marston Murder Case, New York 1930 (Kriminalroman)